# Anse Rameau

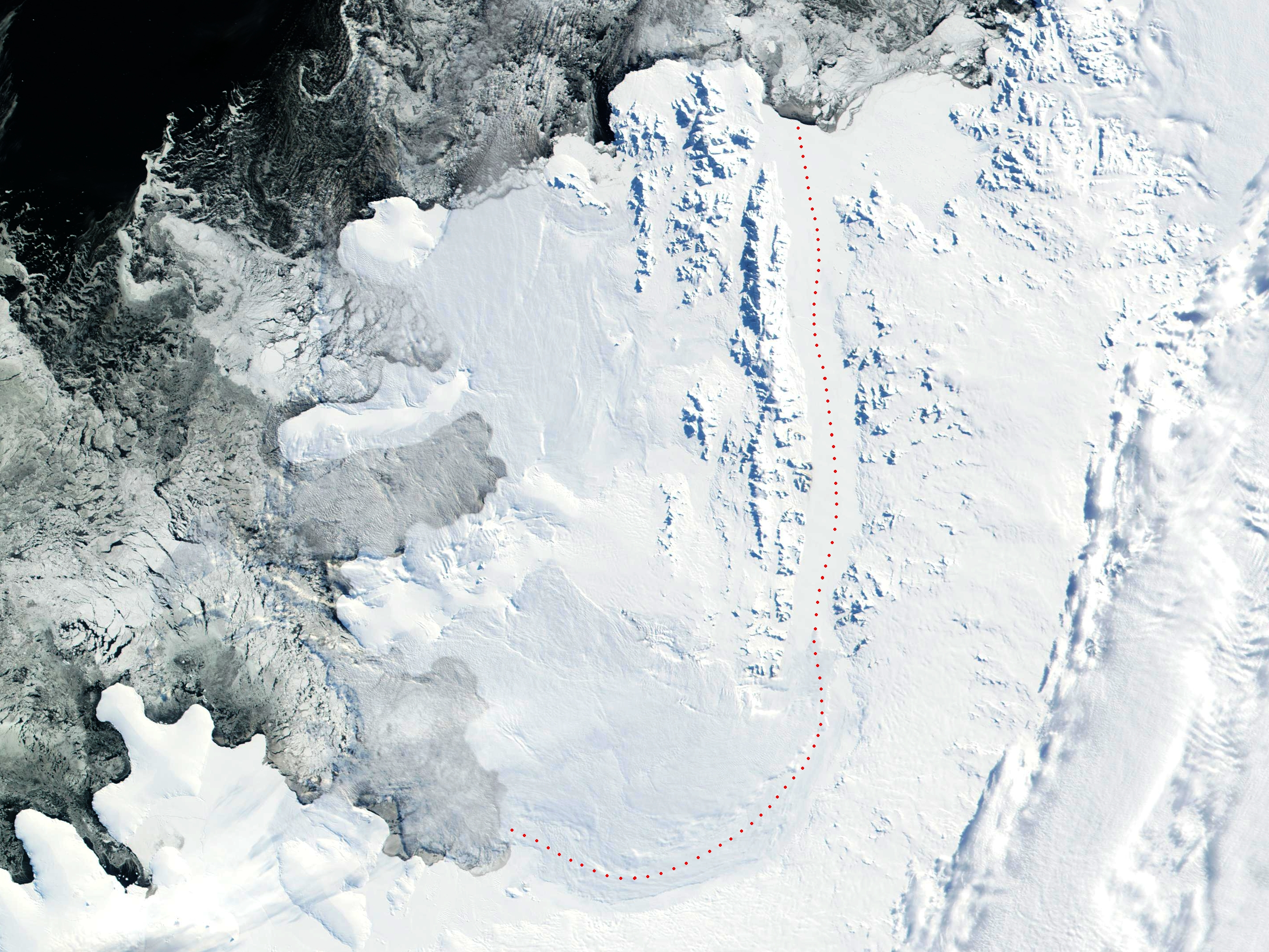
Île Alexandre-Ier (au nord-ouest des pointillés rouge).

L'anse Rameau (en anglais Rameau inlet) est une petite baie de glace située dans le sud-ouest de l'Île Alexandre-Ier en Antarctique. L'anse indente fortement la partie nord de la péninsule Beethoven, située entre la péninsule Pesce (en) et le cap Westbrook, marquant l'extrémité sud-ouest de l'île Alexandre.
Elle a été cartographiée le 29 janvier 1973 par des images DOS du Programme Landsat. Elle a été nommée par le UK Antarctic Place-Names Committee (UK-APC) en hommage au compositeur français Jean-Philippe Rameau.